# Давиденко Микола Маркович
Давиденко Микола Маркович (нар. 9 липня 1935, с. Коти,  Чернігівський район, Чернігівська область, УРСР — 8 травня 2004, Москва, Росія) — радянський і російський, український геолог, доктор географічних наук, професор ЮНЕСКО

## Життєпис
Народився  1935 року в селі Коти Чернігівської області. У 1953 році закінчив Вересоцьку середню школу Куликівського району на Чернігівщині. 
У 1958 році закінчив геологічний факультет Київського національного університету імені Т.Г. Шевченка. 
У 1970 році захистив кандидатську, а в 1989 році — докторську дисертацію.
У 1997 році Миколі Марковичу присвоєно звання професора ЮНЕСКО. 
Давиденко М.М. працював у Північно-Східному комплексному науково-дослідному інституті Північного відділення Академії наук СРСР в Магадані, старшим науковим співробітником відділу геології твердих корисних копалин Всесоюзного науково-дослідного інституту Морської геології в Ризі (1974–80), завідувачем лабораторії складних золотоносних розсипів ЦНІГРІ, керівником лабораторії кріогенних явищ в Інституті мерзлотоведення Північного відділення Академії наук СРСР (1983—1988), завідувачем відділу геохімії глибинних флюїдів в Інституті геології і геохімії гірських копалин Академії наук України у Львові (1989–93), в Інституті проблем нафти і газу РАН, в Інституті кріосфери Замлі в Тюмені, викладачем нафтогазового університету в Тюмені, викладачем Російського науково-дослідного випробувального центру підготовки космонавтів іт Ю.О. Гагаріна. 
Опублікував понад 100 монографій, книг, наукових робіт.
Помер 8 травня 2004 року. Похованний у Москві на Домодєдовському кладовищі.

## Наукові публікації
1. Дисертації
- 1. Давиденко Н. М. Минеральные ассоциации и условия формирования золотоносних кварцевых жил Мало-Анюйского района Западной Чукотки. / Н. М. Давиденко — Москва : 1969.
- 2. Давиденко Н. М. Коренные источники россыпей золота Севера Семеро-Востока СССР. / Н. М. Давиденко — Ленінград : 1987.

2. Монографії
- 3. Давиденко Н. М. Минеральные ассоциации и условия формирования золотоносних кварцевых жил Мало-Анюйского района Западной Чукотки. / Н. М. Давиденко — Новосибирск: Наука, 1975. — 134 с.
- 4. Давиденко Н. М. Свіязь россыпной и коренной золотоносності криолитозоны. / Н. М. Давиденко — Якутск: ИМЗ СО АН СССР, 1987. — 170 с.
- 5. Давиденко Н. М., Лаурин С. А. Прогнозирование россыпной золотононости криолитозоны Семеро-Востока Азии. / Н. М. Давиденко, С. А. Лаурин — Якутск: ИМЗ СО АН СССР, 1987. — 70 с.
- 6. Давиденко Н. М. Источники золотоносних россыпей криолитозоны Семеро-Востока Азии (пофлюидным включениям в минералах). / Н. М. Давиденко — Киев: Наукова думка, 1992. — 199 с.
- 7. Братусь М. Ф., Давиденко Н. М., Калюжный В. А., Зінчук И. Н., Сворень И. М. Термобарогеохимический режим минералообразования и прогнозирование месторождений полезных ископаемых / М. Ф. Братусь, Н. М. Давиденко, В. А. Калюжный, И. Н. Зінчук, И. М. Скворень — Киев: Наукова думка, 1992. — 180 с.
- 8. Давиденко Н. М. Металогенические особенности главных типов золоторудних месторождений (по термобаро геохимическим даннях) / Н. М. Давиденко — Новосибирск: Наука, 1996. — 180 с.
- 9. Давиденко Н. М. Проблемы экологии нефтегазоносных и горнодобывающих регионов Севера России / Н. М. Давиденко — Новосибирск: Наука, 1997. — 220 с.
- 10. Давиденко Н. М. Проблемы экологии нефтегазоносных и горнодобывающих регионов Севера России / Н. М. Давиденко — Новосибирск: Наука, 1998. — 224 с.
- 11. Давиденко Н. М. Актуальне вопросы геоэкологии / Н. М. Давиденко — Москва: ГЕОС, 2003. — 428 с

3. Книги
- 12. Рокецкий Л. Ю., Давиденко Н. М., Романов В. П. О воспитании человека и организации общества. Афоризмы и поучительные изречения в мировой литературе / Л. Ю. Рокецкий, Н. М. Давиденко, В. П. Романов — Новосибирск: СО РАН НИЦ ОИГГМ СО Ран, 1997. — 455 с.
- 13. Давиденко Н. М. О жизни на Земле. Афоризмы и мировозренческие изречения исторических зичностей. / Н. М. Давиденко — Москва: ГЕОС, 2003. — 392 с.

4. Статті та доповіді
- 14. Давиденко Н. М. О двувершинных правильных кристаллах прозрачного кварца / Н. М. Давиденко — Колыма, — 1966, — № 6, — С. 4.
- 15. Давиденко Н. М. Повышение пробы самородного золота при переходе его в россыпь. / Н. М. Давиденко — Геология и геофизика, — 1966, — № 12, — С. 5.
- 16. Давиденко Н. М., Валпетер А. П., Лебедев С. А. К изучению связи россыпей золота с его коренными источниками. / Н. М. Давиденко, А. П. Валпетер, С. А. Лебедев — Колыма, — 1967, — № 9, — С. 8.
- 17. Давиденко Н. М. О признаках связи россыпей с коренными источниками. / Н. М. Давиденко — Колыма, — 1968, — № 2, — С. 8.
- 18. Давиденко Н. М. Аксинит в золотоносных кварцевых жилах Западной Чукотки. Сб. материалов к 9-й конференции молодых ученых Дальнего Востока. / Н. М. Давиденко — Владивосток : 1968. — С.2.
- 19. Давиденко Н. М., Шулимов Ю. В. Признаки генетической связи россыпей с коренными источниками золота на Севере Дальнего Востока. Сб. материалов к 9-й конференции молодых ученых Дальнего Востока. / Н. М. Давиденко, Ю. В. Шулимов — Владивосток : 1968. — С. 8.
- 20. Давиденко Н. М., Валпетер А. П. Некоторые особенности рельефа золотоносных полей Западной Чукотки. Сб. «Геоморфологические методы поисков эндогенного оруднения». Изд. Забайкальского филиала Географического общества, / Н. М. Давиденко, А. П. Валпетер — 1968. — С. 3.
- 21. Давиденко Н. М. О температуре образования самородков золота. / Н. М. Давиденко — Колыма, — 1968, — № 5, — С. 1.
- 22. Давиденко Н. М. Калиевая слюда в золотоносных кварцевых жилах Западной Чукотки. / Н. М. Давиденко — Геология и геофизика, — 1968, — № 9, — С. 6.
- 23. Давиденко Н. М. Практическое значение исследований микровключений в минералах Западной Чукотки. Тезисы докл. 111 Всесоюзн. совещ. по термобарометрии. / Н. М. Давиденко — Москва : 1968, — С. 1.
- 24. Давиденко Н. М., Валпетер А. П. критерии связи россыпей с коренными источниками. Тезисы докл. 111 Всесоюзн. совещ. по геологии россыпей. / Н. М. Давиденко, А. П. Валпетер — Магадан : 1969, — С. 1.
- 25. Давиденко Н. М., Валпетер А. П. Микровключения в золотоносных и безрудных жилах Западной Чукотки. / Н. М. Давиденко, А. П. Валпетер — Колыма. — 1969, № 6 — С. 8.
- 26. Давиденко Н. М. Абсолютный геологический возраст золотого оруднения территории мезозоид бассейна р. Малый Анюй. / Н. М. Давиденко — Геология и геофизика. — 1969, — № 7. — С. 1.
- 27. Давиденко Н. М., Валпетер А. П.. Пляшкевич А. А. Микровключения в минералах как показатель условий и глубины формирования месторождений. / Н. М. Давиденко, А. П. Валпетер, А. А. Пляшкевич — Колыма. — 1969, № 11 — С. 8.
- 28. Давиденко Н. М. Аллювиальныйшеелит как спутник самородного золота (на примере Западной Чукотки). / Н. М. Давиденко — Известия Вузов. Геология и разведка. — 1970. — № 3. — С. 2.
- 29. Давиденко Н. М. Минералого-геохимические признаки связи россыпей с коренными источникамизолота Западной Чукотки. Материалы по геологии и полезным ископаемим Якутской АССР. Золотоносность Якутии и сопределенных территорий, вып. XVII / Н. М. Давиденко — Якутск : 1970, — С. 6.
- 30. Давиденко Н. М. О зональности золоторудных тел Кэпэрвеемского узла Западной Чукотки. / Н. М. Давиденко — Геология рудных месторождений — 1970. — т. Х11. — № 2. — С. 6.
- 31. Давиденко Н. М., Валпетер А. П. Критерии связи россіпей с коренніми источниками / Н. М. Давиденко, А. П. Валпетер, — В сб. Проблемі геологии россіпей. — 1970. -С. 17.
- 32. Давиденко Н. М., Павлов Г. Ф. О газожидких включениях в касситеритах Чайнского района Чукотки / Н. М. Давиденко, Г. Ф. Павлов — Колыма. — 1970. — № 10. — С. 4.
- 33. Давиденко Н. М. Новіе данніе о генетических типах кварцевіх жил Западной Чукотки. / Н. М. Давиденко — Геология и геофизика. — 1971. — № 12. — С. 6.
- 34. Давиденко Н. М. О минералого-геохимических особенностях россіпей Западной Чукотки / Н. М. Давиденко — Колыма. — 1972. — № 5. — С. 8.
- 35. Давиденко Н. М., Городинский М. Е., Кащеева О. Е. Самородок золота в друзе горного хрусталя / Н. М. Давиденко, М. Е. Городинский, О. Е. Кащеева — Прироа. — 1972. — № 10. — С. 4.
- 36.Давиденко Н. М. Об условиях формирования золотоносніх кварцевіх жил Кєпєрвеемского узла Западной Чукотки (по включениям в минералах). — В сб. Рудообразующая среда по включениям в минералах. / Н. М. Давиденко — Москва : 1972. — С. 4.
- 37. Давиденко Н. М. О находках антимонита в золотоносном аллювии Чаунского района Чукотки / Н. М. Давиденко — Колыма. — 1972. — № 12. — С. 2.
- 38. Davidenko N. M. Zonastion of bodies of goid ore. Keperveym group, Western Chukotka. Int. Geol. Rev/ vol. 14. 1972, 7 pp.
- 39. Давиденко Н. М. О минералого-геохимических особенностях золота Мало-Анюйского района Западной Чукотки / Н. М. Давиденко — Геология и геофизика. — 1973. — № 3. — С. 9.
- 40. Давиденко Н. М. О золотоносности сурьмяных рудопроявлений Западной Чукотки / Н. М. Давиденко — Колыма. — 1973. — № 4. — С. 7.
- 41. Давиденко Н. М. Генетические клпссы и зональность золоторудных месторождений Чукотской складчатой системи мезозоид (по микровключениям в минералах) Тезисы докладов 1 V Регионального совещания по термобарогеохимии процессов минералообразования. Изд. Ростовского университета / Н. М. Давиденко — Колыма. — 1973. — С. 1.
- 42. Давиденко Н. М. Изометрические кристаллы и дендритовидное золото в одном самородке. / Н. М. Давиденко — Природа. — 1973. — № 11. — 2 с.
- 43. Давиденко Н. М. О типоморфных чертах самородного золота на примере месторожденийЧукотской складчатой системи мезозоид. Тезисы докладов симпозиума «Минералогия игеохимия золота», часть 1, ДВ НЦ АН СССР / Н. М. Давиденко — 1974, — 2 с.
- 44. Давиденко Н. М. О парагенезисе самородного золота и горного хрусталя на Чукотке. — В монографии Минералы и парагенезисы минералов эндогенных месторождений. — Наука. — 1975. — 3 с.
- 45. Давиденко Н. М. О золото-молибден-медной минерализации на юге Чукотки / Н. М. Давиденко — Колыма. — 1975. — № 9. — 7 с.
- 46. Давиденко Н. М., Калюжный В. А., Зинчук И. Н., Скворень И. М., Писоцкий Б. И. Роль углекисло-водных и метало-водных флюидов в формировании рудопроявлений золота Чукотки. — В кн. Углерод и его соединения в процессах минералообразования. Тезисы республиканск. совещ. / Н. М. Давиденко, В. А. Калюжный, И. Н. Зинчук, И. М. Скворень, Б. И. Писоцкий — Львов : 1975. — 1 с.
- 47. Давиденко Н. М., Валпетер А. П. Особенности золота аллювиальных россыпей Чукотки и его транспонтабельность в з складчатой области. Известияависимости от типов коренных источников. — Тезисы докл. "Транспортировка полезных ископаемых в россыпях / Н. М. Давиденко, А. П. Валпетер — Якутск : 1975. — 1 с.
- 48. Воинов Д. М., Гриненко Л. Н., Давиденко Н. М. Об источниках веществ золоторудных проявлений Чукотской складчатой области (по изотопным данным серы). Известия высших учебных завед. / Д. М. Воинов, Л. Н. Гриненко, Н. М. Давиденко — Геология и разведка. — 1976. — № 2. — 2 с.
- 49. Давиденко Н. М. О золоторудных формациях Чукотской складчатой области. / Н. М. Давиденко — Известия АН СССР, Серия геологическая, — 1976. — № 2. — 16 с.
- 50. Давиденко Н. М., Скалацкий А. С. дендритах и изометричных кристаллах золота в одном самородке. / Н. М. Давиденко, А. С. Скалацкий — Колыма. — 1976. — № 3.. — 2 с.
- 51. Давиденко Н. М. О рудной минерализации главных тектоно- магматических зон Чукотки. — Тезисы докладов симпозиума «Глубинное строение и металлогения Тихоокеанских вулканических поясов». / Н. М. Давиденко — Владивосток : 1976. — 1 с.
- 52. Воинов Д. М., Давиденко Н. М., Гриненко Л. Н. Распределение золота и ряда элементов-примесей в сульфатах и кварцах продуктивных ассоциаций некоторых золоторудных месторождений СССР. Известия высших учебных заведений. / Д. М. Воинов, Н. М. Давиденко, Л. Н. Гриненко — Геология и разведка −1976. — № 12. −2 с.
- 53. Давиденко Н. М., Валпетер А. П., Гольдфарб Ю. И. Принципы віделения металлоносных отложений в береговой зоне. — В сб. Процессы образования россыпей в береговых зонах древних и современных морей и океанов. Тезисы 5-того Всесоюзн. совещания по россыпям полезных ископаемих. / Н. М. Давиденко, А. П. Валпетер — Рига : 1977. — 1 с.
- 54. Давиденко Н. М., Кунда З. А., Чибисов Н. П. Минералого-геохимические критерии оценки перспектив береговой зоны Чукотки на россыпи золота и касситерита. — В сб. Процессы образования россыпей в береговых зонах древних и современных морей и океанов. Тезисы 5 Всесоюзного совещания пороссыпям полезных ископаеміх. / Н. М. Давиденко, З. А. Кунда, Н. П. Чибисов — Рига : 1977. — 1 с.
- 55. Давиденко Н. М., Некоторые особенности минеральных парагенезисов золотоносных жил Мало-Анюйского района. / Н. М. Давиденко, — Колыма. — 1977. — № 11. — 7 с.
- 56. Шило Н. А., Давиденко Н. М., Чибисов Н. П. О связи пробы и морфологии самородного золота (на примере Кара львеемского месторождения). / Н. А. Шило, Н. М. Давиденко, Н. П. Чибисов -Доклади АН СССР, 1978. Т. 238, — № 4. — 4 с.
- 57. Давиденко Н. М., Чибисов Н. П. О вертикальной зональности золоторудного месторождения на Северо-Востоке СССР. / Н. М. Давиденко, Н. П. Чибисов — Геохимия. — 1978. — № 8. — 9 с.
- 58. Калюжный В. А., Давиденко Н. М., Щирица А. С. Типоморфизм флюидных включений как индикатор глубинности образования гидротермальной золотой минерализации. — В кн. Х1 съезд международной минералогической ассоциацииёё. — Т. 2. / В. А. Калюжный, Н. М. Давиденко, А. С. Щирица — Новосибирск : 1978. — 1 с.
- 59. Давиденко Н. М., Валпетер А. П., Гольдфарб Ю. И. Основные критерии и методы региональной прогнозной оценки россыпной металлоносности шельфа./ Н. М. Давиденко, А. П. Валпетер, Ю. И. Гольдфарб — ОЦНТИ ВИЭМС. — 1978. — 25 с.
- 60. Калюжный В. А., Давиденко Н. М., Зинчук И. Н. Роль углекислотно-водных и метаново-водных флюидов в формировании золоторудных месторождений Чукотки. — В кн. Углерод и его соединения в эндогенніх процессах минералообразования. / В. А. Калюжній, Н. М. Давиденко, И. Н. Зинчук — Киев: Наукова думка, — 1977. — 8 с.
- 61. Давиденко Н. М. Поисковое значение типоморфных черт самородного золота на Чукотке. / Н. М. Давиденко — Колыма. — 1979. — № 6. — 14 с.
- 62. Давиденко Н. М. Золотоносные гидротермальные жилы Чукотки. / Н. М. Давиденко — Советская геология. — 1979. — № 6. — 14 с.
- 63. Давиденко Н. М. Физико-химические условия образования руд золото-кварцевой малосульфидной формации (на примере Чукотки). / Н. М. Давиденко — Материалы по геологии и полезным ископаемым Северо-Востока СССР. — 1980. — № 25. — 14 с.
- 64. Voinkov D. M., Grinenko L. N., Davidenko N. M. Sources of mfterial of gold-ore manifestation in the Chukotka fold region (suifur isotope data). Int. Gejl. rev. vol. 1977. № 5. — 3 pp/
- 65. Давиденко Н. М. Критерии оценки уровня денудационного среза коренных источников металлоносных россыпей . — Тезисы докладов. / Н. М. Давиденко — Москва: МГУ, 1981. — 1 с.
- 66. Давиденко Н. М., Лаухин С. А., Тюмиров Ю. А., Стрепетова З. В. О типах и величине денудационного среза коренных источников россыпей восточной части кайнозойской Яно-Колымской впадины. / Н. М. Давиденко, С. А. Лаухин, Ю. А. Тюмиров, З. В. Стрепетова — Москва: МГУ, 1981. — 1 с.
- 67. Давиденко Н. М. Эндогенные критерии перспективной оценки россыпей золотоносности приморской суши Чукотки и морского дна арктического типа. / Н. М. Давиденко — Москва: Труды ЦНИГРИ, 1981. Вып. 158. — 3 с.
- 68. Давиденко Н. М., Кунда З. А.. Особенности гипергенезиса, россыпеобразующее значение и поисково-оценочные критерии золото-кварцевой малосульфидной формации умеренных глубин на Чукотке. / Н. М. Давиденко, З. А. Кунда — Москва: Труды ЦНИГРИ, 1981. Вып. 160. — 3 с.
- 69. Флеров И. В., Давиденко Н. М., Быховский Л. З., Гурвич С. И. Россыпеобразующие свойства рудных формаций. / И. В. Флеров, Н. М. Давиденко, Л. З. Быховский, С. И. Гурвич — Тезисы докладов 6-того Всесоюзного совещания по геологии россыпей. — 1982. — Часть 1. — 7 с.
- 70. Давиденко Н. М. Самородное золото малосульфидной кварцевой формации плутонногенного класса на Северо-Востоке СССР. / Н. М. Давиденко — Геология и геофизика, 1982. — № 7. — 20 с.
- 71. Давиденко Н. М. Критерии оценки величины эрозионного среза коркнных источников золота. — Тезисы докладов. / Н. М. Давиденко — Москва: Труды ЦНИГРИ, 1983. — 1 с.
- 72. Давиденко Н. М., Флеров И. Б., Бойшенко А. Ф., Лаухин С. А., Минко О. О. Связь крупности выделений золота и кварца в россыпеобразующих золоторудных формациях. / Н. М. Давиденко, И. Б. Флеров, А. Ф. Бойшенко, С. А. Лаухин, О. О. Минко — ДАН СССР, 1983. — Т. 271. — № 1. — 2 с.
- 73. Давиденко Н. М. Основные россыпеобразующие формации Северо-Востока СССР./Н. М. Давиденко — Москва: Труды ЦНИГРИ, 1984. Вып. 191. — 16 с.
- 74. Флеров И. Б., Давиденко Н. М., Быховский Л. З., Лаухин С. А., Набровенко О. С., Саприкин А. А. Типы районов россыпной золотоносности. -Тезисы 27-го Международного геологического конгресса. / И. Б. Флеров, Н. М. Давиденко, Л. З. Быховский, С. А. Лаухин, О. С. Набровенко, А. А. Саприкин — Москва: 1984. — Наука. Том 1X, часть 2. — 1 с.
- 75. Флеров И. Б., Давиденко Н. М., Быховский Л. З., Лаухин С. А., Набровенко О. С., Саприкин А. А. Типизация золотороссіпніх районов. / И. Б. Флеров, Н. М. Давиденко, Л. З. Быховский, С. А. Лаухин, О. С. Набровенко, А. А. Саприкин — Советская геология. — 1984. — № 11. — 8 с.
- 76. Давиденко Н. М., Чибисов Н. П. О повышении эфективности шлихоминералогического метода. / Н. М. Давиденко, Н. П. Чибтсов -Москва: Труды ЦНИГРИ, 1984. -Вып. 181. — 1 с.
- 77. Давиденко Н. М., Набровенко О. С. О металлогенетических предпосылках концентрации и рассеяния золота в аллювии. — В кн. Концентрация и рассеяние полезных компонентов в аллювиальных россыпях. / Н. М. Давиденко — Якутск: изд. ЯФ СО АН СССР, 1985. — 2 с.
- 78. Давиденко Н. М., Шумилов Ю. В., Избеков Э. Д. Проблема концентрации и рассеяния веществ в геологии россыпей. / Н. М. Давиденко, Ю. В. Шумилов, Є. Д. Избеков — Колыма. — 1985. — № 12. — 15 с.
- 79. Давиденко Н. М., Ковалишин З. И., Щирица А. С. Типоморфизм флюидных включений в минералах различных золотоносных и безрудных кварцевых жил. — Тезисы докладов VII Всесоюзного совещания по термобарометрии. / Н. М. Давиденко, З. И. Ковалишин, А. С. Щирица — Львов: изд. Львовского ун-та, 1985. — 2 с.
- 80. Давиденко Н. М., лаухин С. А. Специфика выявления россыпной золотоносности в ходе геологической сьемки. / Н. М. Давиденко, С. А. Лаухин — Колыма. — 1986. — № 3. — 8 с.
- 81. Давиденко Н. М., Избеков Є. Д., Михалев Г. П., Есипов А. В. и др. Существенный вклад в изучение россыпных месторождений. / Н. М. Давиденко, Э. Д. Избеков, Г. П. Михалев, А. В. Есипов и др. — Геология рудных месторождений. — 1986. — № 3. — 3 с.
- 82. давиденко Н. М., Садовский А. И. Криогенный фактор эволюции ландшафтно-геодинамических структур. — В кн. Вопросы геокриологического картирования. / Н. М. Давиденко, А. И. Садовский. — Якутск: изд. ИМЗ СО АН СССР, 1986. — 8 с.
- 83. калюжный В. А., Давиденко Н. М.,Зинчук И. Н. Флюидные включения в минералах как критерий прогнозных оценок на золото. -Тезисы докладов Международного совещания по термобарогеохимии. / В. А. Калюжный, Н. М. Давиденко, И. Н. Зинчук — Пекин : 1987. — 2 с.
- 84. Давиденко Н. М., Шашорин Ю. Н. О термобарогеохимических условиях образования золоторудной минерализации Мурунтау (Средняя Азия). — Тезисы докладов 1Х Совещания по термобарогеохимии. / Н. М. Давиденко, Ю. Н. Шишорин — Москва : 1992. — 2 с.
- 85. Давиденко Н. М., Сворень И. М. Новый способ локального прогнозирования обогащенных участков золоторудных полей. / Н. М. Давиденко, И. М. Сворень — Киев: Промішл. собствен, 1994. -№ 3. — 1 с.
- 86. Сворень И. М., Давиденко Н. М. Новый способ определения перспектив нефтегазоносности локальной площади. / И. М. Сворень, Н. М. Давиденко — Киев: Промышлн. собствн., 1994. — № 4. — 1 с.
- 87. Сворень И. М., Давиденко Н. М., Гаевскийна В. Г., Крупский Ю. З., Пелипчек Б. П. Перспективы термобарогеохимии и геохимии газов прожилково-вкрапленной минерализации провинций. / И. М. Сворень, Н. М. Давиденко, В. Г. Гаевский, Ю. З Крупский, Б. П. Пелипчек — Львов: Геология и геохимия горючих ископаемых, 1994. — № 3. — 18 с.
- 88. Давиденко Н. М., Джанибеков В. А., Гридин В. И. Сопряженній аєро-космически-геохимический метод выявления районов, перспективных на крупные месторождения золота. — Тезисы докладов 2-го Международного совещания по проблеме подготовки космонавтов. / Н. М. Давиденко, В. А. Джанибеков, В. И. Гридин — Звездный: Центр подготовки космонавтов, 1994. −2 с.
- 89. Давиденко Н. М., Цитцер О. Ю., Швидченко Л. Г. Перспективные задачи подготовки космонавтов по мониторингу мест радиоактивного поражения и захоронения радиоактивных и других экологически опасных отходов. — Тезисы докладов 2-го Международного совещания по проблеме подготовки космонавтов. / Н. М. Давиденко, О. Ю. Цитнер. Л. Г. Швидченко — Звездный: Центр подготовки космонавтов, 1994. — 1 с.
- 90. Сворень И. М., Давиденко Н. М. Термобарометрия и геохимия газов прожилково- вкрапленной минерализации в отложениях нефте-газоносных областей и метвллогенических провинций. / И. М. Сворень, Н. М. Давиденко — Доклады национальной академии Украины, 1995. — № 9. — 8 с.
- 91. Давиденко Н. М. Криогенный фактор повышения эффективности инвестиций в освоение золотых месторождений Севера России. — Тезисы докладов Юбилейного годичного собрания Совета Криологии Земли. / Н. М. Давиденко — Пущино : 1995. — 1 с.
- 92. Давиденко Н. М. Особенности антропогенного воздействия на криосферу в нефтегазоносных и горнодобывающих областях Арктики России. — Тезисы докладов Годичного собрания научного совета по криологии Земли. / Н. М. Давиденко — Пущино : 1996. — 1 с.
- 93. Давиденко Н. М. Новые данные об осадочных типах концентраций золота в криолитозоне Севера Азии. — Материалы первой конференции геокриологов России. / Н. М. Давиденко — Москва: издн. МГУ. Кн. 3. — 2 с.
- 93. Давиденко М. М., Давиденко В. М. Вичерпні ресурси врівноваженого розвитку. / М. М. Давиденко, В. М. Давиденко — Миколаїв: Наукові праці Чорноморського державного університету ім. Петра Могили. — Серія «Екологія», 2011. — Випуск 140. -Том 152. — С. 89-94.